# غواين
غواين هي شخصية من الأسطورة الآرثرية وهو ابن أخ الملك آرثر وأحد فرسان المائدة المستديرة. ورد ذكر النموذج الأولي لشخصية غواين في أقدم المصادر الويلزية المعروفة تحت اسم غوالكماي، وظهر بعدها في العديد من المصادر الآرثرية باللغات الويلزية واللاتينية والفرنسية والإنجليزية والإسكتلندية والهولندية والألمانية والإسبانية والإيطالية. كذلك برز كبطل قصيدة «السير غواين والفارس الأخضر» المكتوبة باللغة الإنجليزية الوسطى. تشمل القصص الأخرى التي يظهر فيها غواين كشخصية رئيسية كلًا من قصة «صعود غواين ابن أخ آرثر» وقصيدة «التاج» والقصيدة الرومانسية «يوين وغواين» وقصة «غولاغروس وغواين» والقصة الفروسية «السير غواين وكارلو كارلايل» وقصيدة «المقبرة الخطيرة» وقصة «البغل دون لجم» وقصيدة «انتقام راجيديل» وقصة «الفارس والسيف» وقصة «مغامرات آرثر» وقصة «الفارس الأخضر» وقصيدة «زواج السير غواين والسيدة راغنيل».
عادةً ما كان يصور غواين في الأدب الفروسي الآرثري كأقرب رفاق الملك آرثر وأحد الأعضاء الأساسيين في المائدة المستديرة النخبوية. طبقًا لما جاء في النسخ الأشهر للأسطورة فإن والد غواين هو لوت ملك أوركني ولوثيان ووالدته هي مورغيز شقيقة آرثر. كان لدى غواين عدد من الأشقاء الأصغر سنًا (أو الأخوة غير الأشقاء) ألا وهم أغرافين وغاهيرس وغاريث وموردريد. ومع ذلك تتعدد الروايات حول أواصر غواين الأسرية ونشأته. غالبًا ما تشمل هذه الروايات نشأته في دار لرعاية الأطفال في روما وعودته إلى بريطانيا ليجتمع بأقاربه البيولوجيين بعد فراق. كان عند غواين العديد من الأبناء من عدة زوجات وعشيقات ومن بينهم ابنه جينغالين الأشقر المجهول الذي كان من الأبطال المعروفين في الرواية الفروسية الآرثرية.
تُصور النصوص الويلزية الأولى شخصية غواين كمحارب جبار دمث الأخلاق ومرهف الفؤاد، يُعرف عنه ولائه غير المتزعزع للملك وعائلته. كذلك كان مشهورًا بمصاحبته للفرسان الصغار في السن ودفاعه عن الفقراء والتعساء وأطلق عليه لقب «فارس العذارى» لأنه كان ينقذ النساء بحسب ما جاء في عدة نسخ من أسطورة «قلعة العذارى».
كذلك ذكرت عدد من المواضيع الأخرى المتكررة المنوطة بشخصيته مثل قدرته المكتسبة على الشفاء وسيوفه المميزة التي تشمل كاليبرن (إكسكاليبرن) وحصانه الحربي الجبار الذي يحمل اسم غرينغولت. تحكي النسخ اللاحقة من الأسطورة تمتع غواين بقوة خارقة مرتبطة بدورة الليل والنهار، بالإضافة إلى براعته القتالية المتميزة بالفعل وهو ما جعله مبارزًا لا يقهر في وقت الظهيرة حين تكون الشمس في أوجها.
غير أن هذا التصوير اللامع لشخصية غواين يتلاشى في سلسلة «كأس لانسلوت» القصصية التي تميل إلى لانسلوت وغالاهاد. يتبدل حال شخصيته في السلسلة القصصية الصادرة بعد النسخة اللاتينية بشكل ملحوظ ليأخذ منحىً مشينًا ويبلغ حد الخساسة الصريحة في قصة «تريستان» النثرية، وهو ما أدى إلى توصيفه توصيفًا متناقضًا في مجموعة «موت آرثر» القصصية. وفي حين كان غواين معروفًا بالأصل بورعه الديني، أصبح في «موت آرثر» رمزًا للفروسية الدنيوية وبالتالي هدفًا رئيسيًا لانتقادات مؤلفي السلاسل النثرية الفرنسية.
هنالك قصتين سلطت الحبكة فيهما الضوء على توصيف غواين المُعاد صياغته وهي دوره في صراع الثأر ضد عشيرة الملك بيلينور وصداقته المقربة مع الفارس الشهير السير لانسلوت والتي تحولت إلى منافسة مريرة حين يسعى للانتقام لموت أخوته. أدت الطرق الآثمة التي لجأ غواين إليها وطبيعته عديمة الرحمة عن غير قصد في هذا التقليد الأدبي الوارد في مجموعة «موت آرثر» إلى سقوط الملك آرثر والمائدة المستديرة وموته على يد لانسلوت في نهاية المطاف.

## التجسيدات الحديثة
ظهر غواين في الأدب ووسائل الإعلام الحديثة بصورة متكررة. غالبًا ما طغى تأثير مؤلفات مالوري على التجسيدات الحديثة لشخصيته وذلك على الرغم من عدم اتساق التوصيفات الدالة عليه. عمل الشاعر ألفريد تينيسون على تكييف وقائع من كتاب مالوري لتقديم غواين كفارس دنيوي عديم الإيمان في «قصائد الملك الرعوية» (1859-1885). كذلك تستند رواية «الملك السابق والمستقبلي» (1958) من تأليف ت. هـ. وايت في سردها على كتاب مالوري، ولكنها تقدم غواين كشخصية أكثر فظاظة من تصوير مالوري المغبون والمأساوي. وبالمقابل، يصور الكاتب توماس بيرغر شخصية غواين في روايته «آرثر ريكس» (1978) كشخص منفتح الذهن ومتأمل في عيوبه وهي شمائل جعلته أعظم فارس من فرسان المائدة المستديرة. أبرزت بعض الأعمال الأدبية شخصيته كشخصية رئيسية، وذلك على الرغم من لعبه لأدوار مساعدة في العادة. تقدم رواية «الفارس الأخضر» (1975) للكاتبة فيرا تشابمان ورواية «غواين والسيدة الخضراء» (1997) للكاتبة آن كرومبتون سردًا حديثًا لأسطورة السير غواين والفارس الأخضر. تأخذ شخصية غوالكماي دور البطل في رواية «صقر مايو» (1980) للكاتبة جيليان برادشو. يعد غواين إحدى الشخصيات الرئيسية في سلسلة «قصص صاحب الفارس» (1998 - 2010) من تأليف جيرالد موريس إذ تُصور شخصيته كفارس ماهر شديد الوفاء وحاد الذكاء وطيب القلب وساخر في بعض الأحيان. ضمّن موريس العديد من الأساطير التي يظهر فيها غواين في كتابه الثاني الذي حمل اسم «صاحب الفارس وفارسه وسيدته» (1999) مستوحيًا قدرًا كبيرًا من هذه الأساطير من قصيدة «السير غواين والفارس الأخضر». تعد شخصية غواين الطاعنة في السن من الشخصيات الرئيسية في رواية «العملاق المدفون» (2015) من تأليف كازوو إيشيغورو. يعد غواين عضوًا في حلف الفرسان الأربعة في مانغا «الفرسان الأربعة عند نهاية العالم» الصادرة في عام 2022 وهي تتمة مانغا «الخطايا السبع المميتة». تصور المانغا شخصية غواين كفتاة أنوفة ومفتولة العضلات.
يعود إلى توماس مالوري  الفضل في تأليف المصدر الذي استوحيت منه العديد من تجسيدات شخصية غواين وأسطورة الملك آرثر في الأفلام. كذلك تشكل رواية «الملك السابق والمستقبلي» لوايت تأثيرًا كبيرًا. يظهر غواين كشخصية مساعدة في عدد من الأفلام على غرار «فرسان الطاولة المستديرة» (1953) من بطولة الممثل روبرت أوركوهارت، وفيلم «إكسكاليبرن» (1981) من بطولة الممثل ليام نيسون. استوحى هذان الفيلمان عناصر من التوصيفات التقليدية المرتبطة بشخصية غواين. تلعب شخصية غواين دورًا أكبر في عدد من الأفلام الأخرى. يُصور غواين كشخص فظ في فيلم «الأمير الباسل» عام 1954، وذلك على الرغم من نبله وطيبة قلبه ودعمه لصديقه الأمير الباسل. ظهر غواين بدوره التقليدي في فيلم «سيف لانسلوت» (1963) ولعب دوره الممثل جورج بيكر. يسعى غواين في الفيلم للانتقام حين يقدم لانسلوت على قتل شقيقه الأعزل غاريث، ولكنه يهب لنجدة لانسلوت في النهاية عندما يكتشف مسؤولية موردريد. تناولت العديد من الأفلام أسطورة السير غواين والفارس الأخضر ومن ضمنها فيلم «غواين والفارس الأخضر» (1973) من بطولة موراي هيد وفيلم «سيف الباسل» (1984) من بطولة مايلز أوكيف وكليهما من إخراج ستيفن ويكس. لم يحظى هذان الفيلمان بمراجعات نقدية إيجابية وابتعد كليهما عن المواد المرجعية الأصلية إلى حد كبير. عرضت السلسلة التلفزيونية «غواين والفارس الأخضر» المستوحاة من الأسطورة في عام 1991. لاقت هذه السلسلة استقبالًا نقديًا أكثر رحابة وتميزت بتطابقها الأكبر مع الأسطورة. تشمل التجسيدات الأخرى في الأفلام «الفارس الأول» (1995) من بطولة الممثل روبرت غوين دافن وفيلم «الفارس الباسل» (1997) من بطولة أنطوني هيكوكس وفيلم «مرلين» (1998) من بطولة سباستيان روشيه وفيلم «سحب أفالون» (2001) من بطولة نواه هانتلي وفيلم «الملك آرثر» (2004) من بطولة جويل إدغرتون. يلعب إوين ماكين دور السير غواين في السلسلة التلفزيونية «مرلين» (2008). ينتحل غواين شخصية فلاح على رغم من أصوله النبيلة نظرًا للمعاملة السيئة التي تتعرض لها والدته على يد الملك الذي كان والده يخدمه، وفي النهاية يرقيه آرثر إلى مرتبة فارس. يلعب الممثل كلايف ستاندن دور غواين في مسلسل «كاملوت» (2011)، في حين يلعب مات ستوكو شخصيتي غواين والفارس الأخضر في مسلسل «ملعون» (2020). ويلعب الممثل ديف باتيل دور غواين في فيلم «الفارس الأخضر» (2021).